# Jörn Meyer

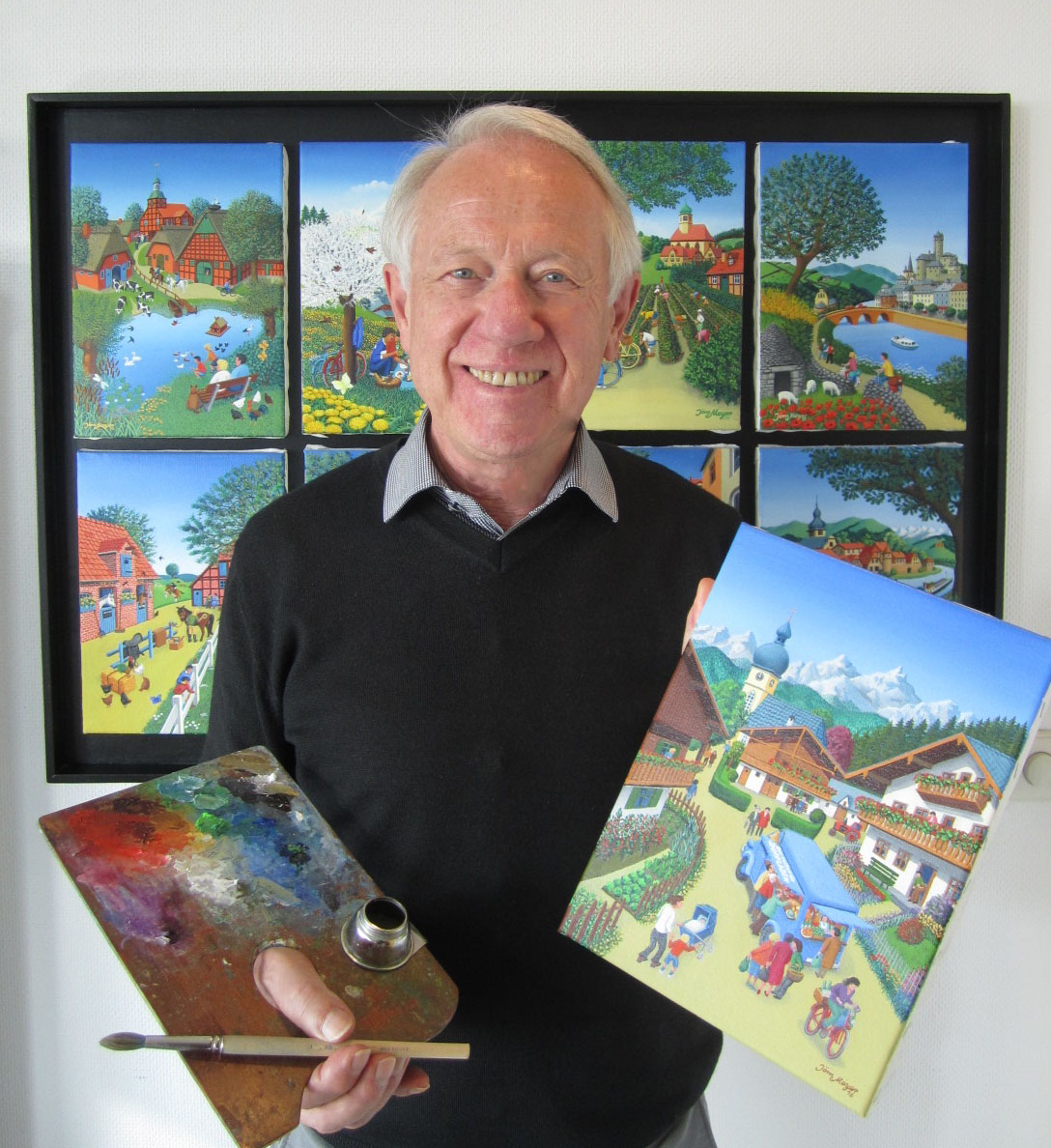
Jörn Meyer vor einigen seiner Bilder

Jörn Meyer (* 1941 in Hamburg) ist ein deutscher Künstler der Naiven Malerei. Einem breiten Publikum wurde er durch 65 von ihm gestaltete Titelbilder für die Programmzeitschrift Hörzu bekannt, die er in den 1970er- und 1980er-Jahren für die Zeitschrift entwarf.

## Leben
Bereits als Kind entdeckte Jörn Meyer seine Liebe zum Zeichnen und entwickelte den Wunsch, Kunstmaler zu werden. Doch sein Vater wollte, dass er Kaufmann wie sein Vater würde, und so absolvierte er eine Lehre zum Reformwaren-Kaufmann. Im Jahr 1963 heiratete er seine Frau Gardi, die er bereits 1959 kennengelernt hatte und mit der er drei Kinder hat.
Während er tagsüber in seinem Lebensmittelgeschäft stand, ging er in seiner Freizeit weiter seinem Hobby, der Malerei, nach. Als er 1972 an einem Malwettbewerb der Zeitschrift Stern teilnahm, gewann er unter 11.300 Einsendungen einen Preis; so wurden Galerien auf ihn aufmerksam und er hatte erste eigene Ausstellungen. Im Jahr 1974 rief Hans Bluhm, der damalige Chefredakteur der Hörzu, persönlich bei ihm an, ob er sich vorstellen könne, ein Titelbild für die Osterausgabe 1974 zu malen, und so schuf Meyer ein erstes Titelbild für die mehr als vier Millionen Hefte.
Die Ausgabe mit Meyers Titelbild wurde ein Verkaufserfolg und so malte er zwischen 1974 und 1989 insgesamt 65 Titelbilder für die Hörzu und erlangte deutschlandweite Bekanntheit. Insbesondere zu den Ausgaben für Ostern und Weihnachten gestaltete er die Titelbilder, aber auch andere Ausgaben zeigen seine Werke der Naiven Malerei, die Jahreszeiten, Landschaften und Freizeitvergnügen darstellen.
Daneben gestaltete er u. a. Puzzles für die Spielverlage Ravensburger und Schmidt Spiele, entwarf Weihnachtskarten für UNICEF und arbeitete für Polygram, UHU, Edeka, Meßmer Tee, Milupa, das ZDF, den Norddeutschen Rundfunk, die Schwartauer Werke, die Holsten-Brauerei, die CDU und zahlreiche weitere Auftraggeber.
Beim Malen grundiert er die Leinwand mit Acrylfarbe und malt darauf mit Öl. Er selbst bezeichnet seinen Malstil als „Malstil mit heiler Welt und lustigen Begebenheiten“.
Ausgestellt wurden seine Werke z. B. in der New Yorker Fabian Gallery, in Hamburg, Bonn und Jork.
Heute (Stand März 2021) lebt Jörn Meyer gemeinsam mit seiner Frau Gardi in Hamburg-Blankenese.